# Placerovci
Placerovci – wieś w Słowenii, w gminie Gorišnica. W 2018 roku liczyła 151 mieszkańców.